# Godfried van Gavere
Godfried II van Gavere (Frans Godefroy II (Pinchart) de Gavre), heer van Vorsen, (overleden 1479/1480) was een 15e-eeuwse edelman in de Zuidelijke Nederlanden.

## Leven en werk
Gavere was een zoon van Godfried I van Gavere (ca. 1377-1438), heer van Vorsen, en Florentia van Graven (Florence de Grez). Hij trouwde in 1460 met Maria van Gistel (Marie de Ghistelles). Hij erfde de heerlijkheid Vorsen van zijn vader, van Jan III van Ligne kocht hij de heerlijkheid Woelingen.
Hij werd in 1464 samen met Pieter van Hénin vanuit de adel van het graafschap Henegouwen afgevaardigd naar de eerste vergadering van de Staten-Generaal van de Nederlanden, die in Brugge werd gehouden. 